# Cropia striata
Cropia striata är en fjärilsart som beskrevs av Druce 1898. Cropia striata ingår i släktet Cropia och familjen nattflyn. Inga underarter finns listade i Catalogue of Life.